# M'Pongo
Pour plus de détails, voir Fiche technique et Distribution.
M'Pongo est un film congolais réalisé par Jean-Michel Tchissoukou, sorti en 1982.

## Synopsis
Le M'Pongo est une lutte traditionnelle congolaise qui a encore, de nos jours, une très grande popularité. En 1982, le réalisateur Jean-Michel Tchissoukou, le père du cinéma congolais, met en parallèle les conflits créés autour d'un festival de M'Pongo entre deux villages au conflit de civilisations africaines et européennes explosif à l'époque. 
Le film est davantage un documentaire sur ce sport et l'éclat des coutumes africaines de l'époque qu'une fiction.

## Fiche technique
- Titre original : M'Pongo
- Réalisation : Jean-Michel Tchissoukou
- Production : Office National du Cinema, Congo
- Photographie : Felix Yiloukoulou
- Montage : Marie-Christine Rougerie
- Son : Alain Garnier
- Durée : 76 min
- Format : Couleurs
- Langues : français et lingala

## Distribution
- Beranger Dubois
- Albertine Ngalou
- Joseph Kengue
- Nzikou